# Motoneuron
U kręgowców motoneurony (zwane także neuronami motorycznymi lub ruchowymi) to neurony eferentne, które wychodzą swoimi wypustkami z rdzenia kręgowego lub pnia mózgu i tworzą synapsy z włóknami mięśniowymi (motoneurony alfa) służące do wywoływania skurczu, a także synapsy z wrzecionami mięśniowymi (motoneurony gamma) służące do regulacji czułości proprioceptywnej.